# Municipio de Midland (condado de Merrick)
El municipio de Midland (en inglés: Midland Township) es un municipio ubicado en el condado de Merrick en el estado estadounidense de Nebraska. En el año 2010 tenía una población de 211 habitantes y una densidad poblacional de 2,25 personas por km².

## Geografía
El municipio de Midland se encuentra ubicado en las coordenadas 41°10′37″N 98°7′00″O / 41.17694, -98.11667. Según la Oficina del Censo de los Estados Unidos, el municipio tiene una superficie total de 93.64 km², de la cual 93,64 km² corresponden a tierra firme y (0 %) 0 km² es agua.

## Demografía
Según el censo de 2010, había 211 personas residiendo en el municipio de Midland. La densidad de población era de 2,25 hab./km². De los 211 habitantes, el municipio de Midland estaba compuesto por el 96,68 % blancos, el 2,84 % eran de otras razas y el 0,47 % eran de una mezcla de razas. Del total de la población el 4,74 % eran hispanos o latinos de cualquier raza.